# Nuoto ai XVI Giochi paralimpici estivi
Le gare di nuoto ai XVI Giochi paralimpici estivi si sono svolte dal 25 agosto al 3 settembre 2021 presso il Tokyo Aquatics Centre. Si è trattato della disciplina che ha assegnato il maggior numero di medaglie dopo l'atletica leggera, distribuite in 146 eventi.

## Formato
Tutte le competizioni sono state divise in tre gruppi:
- le classi da 1 a 10 comprendevano atleti con disabilità fisiche o motorie;
- le classi da 11 a 13 includevano atleti con disabilità visive;
- la classe 14 era riservata ad atleti con disabilità mentali.

A disabilità più impattanti corrispondeva un numero di classe inferiore.
Ogni classe era distinta da un prefisso variabile in base alle gare: "S" per stile libero, dorso e farfalla, "SB" per lo stile rana e "SM" per le gare miste.

## Calendario
Le fasi di ogni competizione (batterie e finali) sono state disputate nella stessa giornata.
| Nuoto ai XVI Giochi paralimpici estivi | Nuoto ai XVI Giochi paralimpici estivi | Nuoto ai XVI Giochi paralimpici estivi | Nuoto ai XVI Giochi paralimpici estivi | Nuoto ai XVI Giochi paralimpici estivi | Nuoto ai XVI Giochi paralimpici estivi | Nuoto ai XVI Giochi paralimpici estivi | Nuoto ai XVI Giochi paralimpici estivi | Nuoto ai XVI Giochi paralimpici estivi | Nuoto ai XVI Giochi paralimpici estivi | Nuoto ai XVI Giochi paralimpici estivi | Nuoto ai XVI Giochi paralimpici estivi |
| Evento                                 | Evento                                 | Mer 25                                 | Gio 26                                 | Ven 27                                 | Sab 28                                 | Dom 29                                 | Lun 30                                 | Mar 31                                 | Mer 1                                  | Gio 2                                  | Ven 3                                  |
| -------------------------------------- | -------------------------------------- | -------------------------------------- | -------------------------------------- | -------------------------------------- | -------------------------------------- | -------------------------------------- | -------------------------------------- | -------------------------------------- | -------------------------------------- | -------------------------------------- | -------------------------------------- |
| 50 m stile libero                      | Uomini Dettagli                        | S10                                    |                                        | S11                                    |                                        | S9 S13                                 |                                        | S7                                     | S5                                     | S3 S4                                  |                                        |
| 50 m stile libero                      | Donne Dettagli                         | S6 S10                                 |                                        | S11                                    |                                        | S13                                    |                                        |                                        | S8                                     | S4                                     |                                        |
| 100 m stile libero                     | Uomini Dettagli                        | S8                                     | S4 S5                                  |                                        | S10                                    |                                        |                                        | S12                                    | S6                                     |                                        |                                        |
| 100 m stile libero                     | Donne Dettagli                         |                                        | S5                                     |                                        | S10                                    |                                        | S3                                     | S7 S9 S12                              |                                        |                                        | S11                                    |
| 200 m stile libero                     | Uomini Dettagli                        | S5                                     |                                        | S14                                    |                                        | S2                                     | S4                                     |                                        |                                        |                                        | S3                                     |
| 200 m stile libero                     | Donne Dettagli                         | S5                                     |                                        | S14                                    |                                        |                                        |                                        |                                        |                                        |                                        |                                        |
| 400 m stile libero                     | Uomini Dettagli                        | S9                                     | S11                                    | S13                                    |                                        | S7                                     |                                        | S8                                     | S10                                    | S6                                     |                                        |
| 400 m stile libero                     | Donne Dettagli                         | S9                                     | S11                                    | S13                                    |                                        | S7                                     |                                        | S8                                     | S10                                    | S6                                     |                                        |
| 50 m dorso                             | Uomini Dettagli                        |                                        |                                        |                                        |                                        | S3                                     | S5                                     |                                        |                                        | S1 S2                                  | S4                                     |
| 50 m dorso                             | Donne Dettagli                         |                                        |                                        |                                        |                                        | S3                                     | S5                                     |                                        |                                        | S2                                     | S4                                     |
| 100 m dorso                            | Uomini Dettagli                        | S1 S2                                  | S13                                    | S8 S12                                 | S11                                    |                                        | S7 S9                                  |                                        |                                        | S10 S14                                | S6                                     |
| 100 m dorso                            | Donne Dettagli                         | S2                                     | S13                                    | S8 S12                                 | S11                                    |                                        | S7 S9                                  |                                        |                                        | S10 S14                                | S6                                     |
| 50 m rana                              | Uomini Dettagli                        | SB3                                    |                                        |                                        |                                        |                                        |                                        | SB2                                    |                                        |                                        |                                        |
| 50 m rana                              | Donne Dettagli                         |                                        |                                        |                                        |                                        |                                        |                                        | SB3                                    |                                        |                                        |                                        |
| 100 m rana                             | Uomini Dettagli                        |                                        | SB8 SB9                                |                                        | SB5 SB6                                | SB4 SB14                               |                                        |                                        | SB7 SB11 SB12 SB13                     |                                        |                                        |
| 100 m rana                             | Donne Dettagli                         |                                        | SB8 SB9                                |                                        | SB5 SB6                                | SB4 SB14                               |                                        |                                        | SB7 SB11 SB12 SB13                     |                                        |                                        |
| 50 m farfalla                          | Uomini Dettagli                        |                                        |                                        | S5                                     |                                        |                                        | S6                                     |                                        |                                        |                                        | S7                                     |
| 50 m farfalla                          | Donne Dettagli                         |                                        |                                        | S5                                     |                                        |                                        | S6                                     |                                        |                                        |                                        | S7                                     |
| 100 m farfalla                         | Uomini Dettagli                        | S13 S14                                |                                        |                                        |                                        |                                        |                                        | S10                                    |                                        | S9                                     | S8 S11 S12                             |
| 100 m farfalla                         | Donne Dettagli                         | S13 S14                                |                                        |                                        |                                        |                                        |                                        | S10                                    |                                        | S9                                     | S8                                     |
| 150 m misti                            | Uomini Dettagli                        |                                        |                                        |                                        | SM3 SM4                                |                                        |                                        |                                        |                                        |                                        |                                        |
| 150 m misti                            | Donne Dettagli                         |                                        |                                        |                                        | SM4                                    |                                        |                                        |                                        |                                        |                                        |                                        |
| 200 m misti                            | Uomini Dettagli                        |                                        | SM6                                    | SM7                                    | SM8                                    |                                        | SM11 SM13                              | SM14                                   | SM9                                    |                                        | SM10                                   |
| 200 m misti                            | Donne Dettagli                         |                                        | SM6                                    | SM7                                    | SM8                                    |                                        | SM11 SM13                              | SM14                                   | SM9                                    |                                        | SM5 SM10                               |
| Staffette stile libero Dettagli        | Uomini                                 |                                        | 4x50 m 20 punti (mista)                |                                        | 4x100 m S14 (mista)                    |                                        | 4x100 m 34 punti                       | 4x100 m 49 punti (mista)               |                                        |                                        |                                        |
| Staffette stile libero Dettagli        | Donne                                  |                                        | 4x50 m 20 punti (mista)                |                                        | 4x100 m S14 (mista)                    | 4x100 m 34 punti                       |                                        | 4x100 m 49 punti (mista)               |                                        |                                        |                                        |
| Staffette miste                        | Uomini Dettagli                        |                                        |                                        |                                        |                                        |                                        |                                        |                                        |                                        |                                        | 4×100 m 34 punti                       |
| Staffette miste                        | Donne Dettagli                         |                                        |                                        |                                        |                                        |                                        |                                        |                                        |                                        | 4×100 m 34 punti                       |                                        |

|  | Finale per medaglia d'oro |

## Podi

### Uomini

#### Stile libero
| Evento | Classe | Oro                 | Argento               | Bronzo                     |
| 50 m   | S3     | Diego López Díaz    | Zou Liankang          | Denys Ostapchenko          |
| 50 m   | S4     | Ami Omer Dadaon     | Takayuki Suzuki       | Luigi Beggiato             |
| 50 m   | S5     | Zheng Tao           | Yuan Weiyi            | Wang Lichao                |
| 50 m   | S7     | Andrii Trusov       | Carlos Serrano Zárate | Ievgenii Bogodaiko         |
| 50 m   | S9     | Simone Barlaam      | Denis Tarasov         | Jamal Hill                 |
| 50 m   | S10    | Rowan Crothers      | Maksym Krypak         | Phelipe Rodrigues          |
| 50 m   | S11    | Wendell Belarmino   | Hua Dongdong          | Edgaras Matakas            |
| 50 m   | S13    | Ihar Boki           | Illia Yaremenko       | Maksym Veraksa             |
| 100 m  | S4     | Takayuki Suzuki     | Luigi Beggiato        | Roman Zhdanov              |
| 100 m  | S5     | Francesco Bocciardo | Wang Lichao           | Daniel de Faria Dias       |
| 100 m  | S6     | Antonio Fantin      | Nelson Crispin        | Talisson Glock             |
| 100 m  | S8     | Ben Popham          | Andrei Nikolaev       | Dimosthenis Michalentzakis |
| 100 m  | S10    | Maksym Krypak       | Rowan Crothers        | Stefano Raimondi           |
| 100 m  | S12    | Raman Salei         | Maksym Veraksa        | Stephen Clegg              |
| 200 m  | S2     | Gabriel Araújo      | Alberto Abarza        | Vladimir Danilenko         |
| 200 m  | S3     | Denys Ostapchenko   | Diego López Díaz      | Jesús Hernández Hernández  |
| 200 m  | S4     | Ami Omer Dadaon     | Takayuki Suzuki       | Roman Zhdanov              |
| 200 m  | S5     | Francesco Bocciardo | Antoni Ponce Bertran  | Daniel de Faria Dias       |
| 200 m  | S14    | Reece Dunn          | Gabriel Bandeira      | Viacheslav Emiliantsev     |
| 400 m  | S6     | Talisson Glock      | Antonio Fantin        | Viacheslav Lenskii         |
| 400 m  | S7     | Mark Malyar         | Andrii Trusov         | Evan Austin                |
| 400 m  | S8     | Andrei Nikolaev     | Alberto Amodeo        | Matthew Torres             |
| 400 m  | S9     | William Martin      | Ugo Didier            | Alexander Tuckfield        |
| 400 m  | S10    | Maksym Krypak       | Bas Takken            | Thomas Gallagher           |
| 400 m  | S11    | Rogier Dorsman      | Uchu Tomita           | Hua Dongdong               |
| 400 m  | S13    | Ihar Boki           | Kyrylo Gerashchenko   | Alex Portal                |

#### Dorso
| Evento | Classe | Oro             | Argento                   | Bronzo             |
| 50 m   | S1     | Iyad Shalabi    | Anton Kol                 | Francesco Bettella |
| 50 m   | S2     | Gabriel Araújo  | Alberto Abarza            | Vladimir Danilenko |
| 50 m   | S3     | Zou Liankang    | Denys Ostapchenko         | Diego López Díaz   |
| 50 m   | S4     | Roman Zhdanov   | Arnošt Petráček           | Angel Camacho      |
| 50 m   | S5     | Zheng Tao       | Ruan Jingsong             | Wang Lichao        |
| 100 m  | S1     | Iyad Shalabi    | Anton Kol                 | Francesco Bettella |
| 100 m  | S2     | Alberto Abarza  | Gabriel dos Santos Araujo | Vladimir Danilenko |
| 100 m  | S6     | Jia Hongguang   | Matias de Andrade         | Dino Sinovcic      |
| 100 m  | S7     | Andrii Trusov   | Pipo Carlomagno           | Mark Malyar        |
| 100 m  | S8     | Robert Griswold | Inigo Llopis Sanz         | Liu Fengqi         |
| 100 m  | S9     | Bogdan Mozgovoi | Yahor Shchalkanau         | Timothy Hodge      |
| 100 m  | S10    | Maksym Krypak   | Stefano Raimondi          | Florent Marais     |
| 100 m  | S11    | Mykhailo Serbin | Viktor Smyrnov            | Yang Bozun         |
| 100 m  | S12    | Raman Salei     | Sergii Klippert           | Stephen Clegg      |
| 100 m  | S13    | Ihar Boki       | Nicolas Guy Turbide       | Vladimir Sotnikov  |
| 100 m  | S14    | Benjamin Hance  | Viacheslav Emeliantsev    | Lee Inkook         |

#### Rana
| Evento | Classe | Oro                   | Argento               | Bronzo                    |
| 50 m   | SB2    | Arnulfo Castorena     | Grant Patterson       | Jesús Hernández Hernández |
| 50 m   | SB3    | Roman Zhdanov         | Miguel Luque          | Takayuki Suzuki           |
| 100 m  | SB4    | Dmitrii Cherniaev     | Moises Fuentes Garcia | Antonios Tsapatakis       |
| 100 m  | SB5    | Andrei Granichka      | Antoni Ponce Bertran  | Li Junsheng               |
| 100 m  | SB6    | Yevhenii Bohodaiko    | Nelson Crispin        | Matthew Levy              |
| 100 m  | SB7    | Carlos Serrano Zárate | Egor Efrosinin        | Blake Cochrane            |
| 100 m  | SB8    | Andrei Kalina         | Oscar Salguero        | Yang Guanglong            |
| 100 m  | SB9    | Stefano Raimondi      | Artem Isaev           | Dmitrii Bartasinskii      |
| 100 m  | SB11   | Rogier Dorsman        | Keiichi Kimura        | Yang Bozun                |
| 100 m  | SB12   | Vali Israfilov        | Oleksii Fedyna        | Artur Saifutdinov         |
| 100 m  | SB13   | Taliso Engel          | David Henry Abrahams  | Nurdaulet Zhumagali       |
| 100 m  | SB14   | Naohide Yamaguchi     | Jake Michel           | Scott Quin                |

#### Farfalla
| Evento | Classe | Oro              | Argento           | Bronzo                |
| 50 m   | S5     | Zheng Tao        | Wang Lichao       | Yuan Weiyi            |
| 50 m   | S6     | Wang Jingang     | Jia Hongguang     | Nelson Crispin        |
| 50 m   | S7     | Evan Austin      | Andrii Trusov     | Carlos Serrano Zárate |
| 100 m  | S8     | Robert Griswold  | Yang Feng         | Denys Dubrov          |
| 100 m  | S9     | William Martin   | Simone Barlaam    | Alexander Skaliukh    |
| 100 m  | S10    | Maksym Krypak    | Stefano Raimondi  | Col Pearse            |
| 100 m  | S11    | Keiichi Kimura   | Uchu Tomita       | Wendell Belarmino     |
| 100 m  | S12    | Raman Salei      | Stephen Clegg     | Roman Makarov         |
| 100 m  | S13    | Ihar Boki        | Oleksii Virchenko | Islam Aslanov         |
| 100 m  | S14    | Gabriel Bandeira | Reece Dunn        | Benjamin Hance        |

#### Misti
| Evento | Classe | Oro                       | Argento          | Bronzo                |
| 150 m  | SM3    | Jesús Hernández Hernández | Ahmed Kelly      | Grant Patterson       |
| 150 m  | SM4    | Roman Zhdanov             | Ami Omer Dadaon  | Takayuki Suzuki       |
| 200 m  | SM6    | Nelson Crispin            | Andrei Granichka | Jia Hongguang         |
| 200 m  | SM7    | Mark Malyar               | Andrii Trusov    | Carlos Serrano Zárate |
| 200 m  | SM8    | Denys Dubrov              | Xu Haijiao       | Yang Guanglong        |
| 200 m  | SM9    | Andrei Kalina             | Timothy Hodge    | Ugo Didier            |
| 200 m  | SM10   | Maksym Krypak             | Stefano Raimondi | Bas Takken            |
| 200 m  | SM11   | Rogier Dorsman            | Mykhailo Serbin  | Uchu Tomita           |
| 200 m  | SM13   | Ihar Boki                 | Alex Portal      | Thomas van Wanrooij   |
| 200 m  | SM14   | Reece Dunn                | Gabriel Bandeira | Vasyl Krainyk         |

### Donne

#### Stile libero
| Evento | Classe | Oro                     | Argento                    | Bronzo                          |
| 50 m   | S4     | Rachael Watson          | Arjola Trimi               | Marta Fernandez Infante         |
| 50 m   | S6     | Yelyzaveta Mereshko     | Elizabeth Marks            | Anna Hontar                     |
| 50 m   | S8     | Viktoriia Ishchiulova   | Cecilia Jeronimo de Araujo | Xenia Francesca Palazzo         |
| 50 m   | S10    | Anastasiia Gontar       | Chantalle Zijderveld       | Aurélie Rivard                  |
| 50 m   | S11    | Ma Jia                  | Li Guizhi                  | Karolina Pelendritou            |
| 50 m   | S13    | Maria Carolina Santiago | Anna Krivshina             | Carlotta Gilli                  |
| 100 m  | S3     | Arjola Trimi            | Leanne Smith               | Iuliia Shishova                 |
| 100 m  | S5     | Tully Kearney           | Zhang Li                   | Monica Boggioni                 |
| 100 m  | S7     | Giulia Terzi            | McKenzie Coan              | Yelyzaveta Mereshko Jiang Yuyan |
| 100 m  | S9     | Sophie Pascoe           | Sarai Gascón               | Mariana Ribeiro                 |
| 100 m  | S10    | Aurélie Rivard          | Chantalle Zijderveld       | Lisa Kruger                     |
| 100 m  | S11    | Li Guizhi               | Liesette Bruinsma          | Cai Liwen                       |
| 100 m  | S12    | Maria Carolina Santiago | Daria Pikalova             | Hannah Russell                  |
| 200 m  | S5     | Zhang Li                | Tully Kearney              | Monica Boggioni                 |
| 200 m  | S14    | Valeriia Shabalina      | Bethany Firth              | Jessica-Jane Applegate          |
| 400 m  | S6     | Jiang Yuyan             | Yelyzaveta Mereshko        | Nora Meister                    |
| 400 m  | S7     | McKenzie Coan           | Giulia Terzi               | Julia Gaffney                   |
| 400 m  | S8     | Morgan Stickney         | Jessica Long               | Xenia Francesca Palazzo         |
| 400 m  | S9     | Lakeisha Patterson      | Zsofia Konkoly             | Toni Shaw                       |
| 400 m  | S10    | Aurélie Rivard          | Bianka Pap                 | Oliwia Jablonska                |
| 400 m  | S11    | Anastasia Pagonis       | Liesette Bruinsma          | Cai Liwen                       |
| 400 m  | S13    | Anna Stetsenko          | Carlotta Gilli             | Katja Dedekind                  |

#### Dorso
| Evento | Classe | Oro               | Argento            | Bronzo                  |
| 50 m   | S2     | Yip Pin Xiu       | Miyuki Yamada      | Feng Yazhu              |
| 50 m   | S3     | Arjola Trimi      | Ellie Challis      | Iuliia Shishova         |
| 50 m   | S4     | Liu Yu            | Zhou Yanfei        | Alexandra Stamatopoulou |
| 50 m   | S5     | Lu Dong           | Teresa Perales     | Sevilay Öztürk          |
| 100 m  | S2     | Yip Pin Xiu       | Yamada Miyuki      | Fabiola Ramirez         |
| 100 m  | S6     | Elizabeth Marks   | Jiang Yuyan        | Verena Schott           |
| 100 m  | S7     | Mallory Weggemann | Danielle Dorris    | Julia Gaffney           |
| 100 m  | S8     | Tupou Neiufi      | Kateryna Denysenko | Jessica Long            |
| 100 m  | S9     | Hannah Aspden     | Nuria Marqués Soto | Sophie Pascoe           |
| 100 m  | S10    | Bianka Pap        | Aurélie Rivard     | Lisa Kruger             |
| 100 m  | S11    | Cai Liwen         | Wang Xinyi         | Li Guizhi               |
| 100 m  | S12    | Hannah Russell    | Daria Pikalova     | Maria Carolina Santiago |
| 100 m  | S13    | Gia Pergolini     | Carlotta Gilli     | Katja Dedekind          |
| 100 m  | S14    | Bethany Firth     | Valeriia Shabalina | Jessica-Jane Applegate  |

#### Rana
| Evento | Classe | Oro                     | Argento          | Bronzo                  |
| 50 m   | SB3    | Marta Fernandez Infante | Nataliia Butkova | Nely Miranda Herrera    |
| 100 m  | SB4    | Fanni Illés             | Giulia Ghiretti  | Yao Cuan                |
| 100 m  | SB5    | Yelyzaveta Mereshko     | Grace Harvey     | Verena Schott           |
| 100 m  | SB6    | Maisie Summers-Newton   | Liu Daomin       | Sophia Herzog           |
| 100 m  | SB7    | Mariia Pavlova          | Jessica Long     | Tiffany Thomas Kane     |
| 100 m  | SB8    | Ellen Keane             | Sophie Pascoe    | Adelina Razetdinova     |
| 100 m  | SB9    | Chantalle Zijderveld    | Lisa Kruger      | Keira Stephens          |
| 100 m  | SB11   | Karolina Pelendritou    | Ma Jia           | Yana Berezhna           |
| 100 m  | SB12   | Maria Carolina Santiago | Daria Lukianenko | Yaryna Matlo            |
| 100 m  | SB13   | Elena Krawzow           | Rebecca Redfern  | Colleen Young           |
| 100 m  | SB14   | Michelle Alonso Morales | Louise Fiddes    | Beatriz Borges Carneiro |

#### Farfalla
| Evento | Classe | Oro                | Argento                 | Bronzo                   |
| 50 m   | S5     | Lu Dong            | Marta Fernandez Infante | Cheng Jiao               |
| 50 m   | S6     | Jiang Yuyan        | Nicole Turner           | Elizabeth Marks          |
| 50 m   | S7     | Danielle Dorris    | Mallory Weggemann       | Giulia Terzi             |
| 100 m  | S8     | Jessica Long       | Viktoriia Ishchiulova   | Laura Gonzalez Rodriguez |
| 100 m  | S9     | Zsofia Konkoly     | Elizabeth Smith         | Sarai Gascón             |
| 100 m  | S10    | Mikaela Jenkins    | Jasmine Greenwood       | Chantalle Zijderveld     |
| 100 m  | S13    | Carlotta Gilli     | Alessia Berra           | Daria Pikalova           |
| 100 m  | S14    | Valeriia Shabalina | Paige Leonhardt         | Ruby Storm               |

#### Misti
| Evento | Classe | Oro                   | Argento                 | Bronzo                      |
| 150 m  | SM4    | Liu Yu                | Zhou Yanfei             | Nataliia Butkova            |
| 200 m  | SM5    | Lu Dong               | Cheng Jiao              | Monica Boggioni             |
| 200 m  | SM6    | Maisie Summers-Newton | Yelyzaveta Mereshko     | Verena Schott               |
| 200 m  | SM7    | Mallory Weggemann     | Ahalya Lettenberger     | Tiffany Thomas-Kane         |
| 200 m  | SM8    | Jessica Long          | Xenia Francesca Palazzo | Mariia Pavlova              |
| 200 m  | SM9    | Sophie Pascoe         | Zsofia Konkoly          | Nuria Marqués Soto          |
| 200 m  | SM10   | Chantalle Zijderveld  | Bianka Pap              | Lisa Kruger                 |
| 200 m  | SM11   | Ma Jia                | Cai Liwen               | Anastasia Pagonis           |
| 200 m  | SM13   | Carlotta Gilli        | Colleen Young           | Shokhsanamkhon Toshpulatova |
| 200 m  | SM14   | Valeriia Shabalina    | Bethany Firth           | Louise Fiddes               |

### Staffette

#### Stile libero
| Evento                  | Oro                                                                             | Argento                                                                       | Bronzo                                                                                           |
| 4x50 m 20 punti mista   | Cina Zhang Li Zheng Tao Yuan Weiyi Lu Dong                                      | Italia Giulia Terzi Arjola Trimi Luigi Beggiato Antonio Fantin                | Brasile Patricia Pereira Daniel de Faria Dias Joana da Silva Neves Talisson Glock                |
| 4x100 m S14 mista       | Gran Bretagna Reece Dunn Bethany Firth Jessica-Jane Applegate Jordan Catchpole  | Australia Ricky Betar Benjamin Hance Ruby Storm Madeleine McTernan            | Brasile Gabriel Bandeira Ana Karolina Soares de Oliveira Debora Borges Carneiro Felipe Vila Real |
| 4x100 m 34 punti uomini | Australia Rowan Crothers William Martin Matt Levy Ben Popham                    | Italia Antonio Fantin Simone Ciulli Simone Barlaam Stefano Raimondi           | Ucraina Iurii Bozhynskyi Denys Dubrov Andrii Trusov Maksym Krypak                                |
| 4x100 m 34 punti donne  | Italia Xenia Francesca Palazzo Vittoria Bianco Giulia Terzi Alessia Scortechini | Australia Ellie Cole Isabella Vincent Emily Beecroft Ashleigh McConnell       | Canada Morgan Bird Katarina Roxon Sabrina Duchesne Aurélie Rivard                                |
| 4x100 m 49 punti mista  | RPC Ilnur Garipov Anna Krivshina Daria Pikalova Vladimir Sotnikov               | Brasile Wendell Pereira Douglas Matera Lucilene Sousa Maria Carolina Santiago | Ucraina Maryna Piddubna Maksym Veraksa Anna Stetsenko Kyrylo Garashchenko                        |

#### Miste
| Evento                  | Oro                                                                    | Argento                                                                    | Bronzo                                                                   |
| 4×100 m 34 punti uomini | RPC Bogdan Mozgovoi Andrei Kalina Alexander Skaliukh Andrei Nikolaev   | Australia Timothy Hodge Timothy Disken William Martin Ben Popham           | Italia Antonio Fantin Riccardo Menciotti Simone Barlaam Stefano Raimondi |
| 4×100 m 34 punti donne  | Stati Uniti Hannah Aspden Mikaela Jenkins Jessica Long Morgan Stickney | RPC Anastasiia Gontar Elizaveta Sidorenko Viktoriia Ishchiulova Ani Palian | Australia Ellie Cole Isabella Vincent Emily Beecroft Keira Stephens      |

## Medagliere
| Posizione | Paese         | Oro | Argento | Bronzo | Totale |
| --------- | ------------- | --- | ------- | ------ | ------ |
| 1         | Cina          | 19  | 19      | 18     | 56     |
| 2         | RPC           | 17  | 14      | 18     | 49     |
| 3         | Stati Uniti   | 15  | 10      | 10     | 35     |
| 4         | Ucraina       | 14  | 18      | 11     | 43     |
| 5         | Italia        | 11  | 16      | 12     | 39     |
| 6         | Australia     | 8   | 10      | 15     | 33     |
| 7         | Gran Bretagna | 8   | 9       | 9      | 26     |
| 8         | Brasile       | 8   | 5       | 10     | 23     |
| 9         | Israele       | 6   | 1       | 1      | 8      |
| 10        | Paesi Bassi   | 5   | 6       | 6      | 17     |
| 11        | Bielorussia   | 5   | 1       | 0      | 6      |
| 12        | Azerbaigian   | 4   | 0       | 0      | 4      |
| 13        | Giappone      | 3   | 7       | 3      | 13     |
| 14        | Ungheria      | 3   | 4       | 0      | 7      |
| 15        | Canada        | 3   | 3       | 2      | 8      |
| 16        | Messico       | 3   | 1       | 6      | 10     |
| 17        | Nuova Zelanda | 3   | 1       | 1      | 5      |
| 18        | Spagna        | 2   | 9       | 3      | 14     |
| 19        | Colombia      | 2   | 4       | 4      | 10     |
| 20        | Germania      | 2   | 0       | 3      | 5      |
| 21        | Singapore     | 2   | 0       | 0      | 2      |
| 22        | Cile          | 1   | 2       | 0      | 3      |
| 23        | Irlanda       | 1   | 1       | 0      | 2      |
| 24        | Cipro         | 1   | 0       | 1      | 2      |
| 25        | Francia       | 0   | 2       | 3      | 1      |
| 26        | Argentina     | 0   | 2       | 0      | 2      |
| 27        | Rep. Ceca     | 0   | 1       | 0      | 1      |
| 28        | Grecia        | 0   | 0       | 3      | 3      |
| 29        | Uzbekistan    | 0   | 0       | 2      | 2      |
| 30        | Croazia       | 0   | 0       | 1      | 1      |
| 30        | Kazakistan    | 0   | 0       | 1      | 1      |
| 30        | Lituania      | 0   | 0       | 1      | 1      |
| 30        | Polonia       | 0   | 0       | 1      | 1      |
| 30        | Svizzera      | 0   | 0       | 1      | 1      |
| 30        | Turchia       | 0   | 0       | 1      | 1      |
| Totale    | Totale        | 146 | 146     | 147    | 439    |